# Школа хороших дружин
Школа хороших дружин (La bonne épouse) — французько-бельгійська комедія 2020 року. Сценаристи Мартен Прово й Северин Верба; продюсери Серж Хаят і Франсуа Краус. Світова прем'єра відбулася 15 січня 2020 року; прем'єра в Україні — 1 липня 2021-го.

## Про фільм
Полетт Ван Дер Бек — засновниця школи для домогосподарок. В цій школі навчають дівчат бути зразковими дружинами та берегинями сімейного затишку.
1967 року школа була дуже успішною і популярною у Франції; але час не стоїть на місці. Полетт втрачає чоловіка, і на неї звалюється гора обов'язків. Вона уперше сідає за кермо та вчиться фінансовій грамотності — по веденню бізнесових справ. Всі ці зміни збігаються з початком протестного руху у Франції в травні 1968 року, який призвів до соціальної революції.

## Знімались
| Актор               | Роль |
| ------------------- | ---- |
| Жульєт Бінош        |      |
| Йоланда Моро        |      |
| Ноемі Львовскі      |      |
| Едуар Баер          |      |
| Франсуа Берлеан     |      |
| Анамарія Вартоломей |      |
| Лілі Тайєб          |      |
| Еліз Жирар          |      |